# 한국교회사학회
한국교회사학회(Church History Society In Kore)는 한국의 교회사 및 교회사 연구를 위하여 결성된 신학회이다. 1966년에 잘 알려진 신학자로서 백낙준, 김양선, 한태동, 이영헌, 이장식, 박상증, 민경배, 이영린, 주재용등이 초대교회, 중세교회, 종교개혁, 그리고 한국교회를 연구하기 위하여 조직된 신학회로 오랜 역사와 전통을 가진 신학연구 학회이다. 초대 회장은 백낙준 박사였고 간사는 민경배 교수였다. 첫 연구발표회는 66년 5월 3일 김양선 교수 자택에서 열렸다.
발행되는 <한국교회사학회지>는 1979년에 창간되어 한국연구재단 등재학술지로 교회사와 역사신학 분야의 학술논문을 발표하고 있다.

## 학회임원 (2021. 6 – 2022. 5)
회장: 박경수
부회장: 박형신
총무: 채승희
서기: 유정모

## 같이 보기
- 한국복음주의 신학회
- 한국장로교신학회
- 신학회